# Une saison en enfer (album)
Pour les articles homonymes, voir Une saison en enfer.
Albums de Léo Ferré
Alors, Léo...
(1990 - sortie posthume 1993) Métamec
(2000)
Une saison en enfer est un album de Léo Ferré, publié en 1991 à l'occasion du centenaire de la mort d'Arthur Rimbaud. Il s'agit de son dernier album anthume.

## Genèse
Cet album inclassable et déroutant (ni chanson, ni musique « classique ») est la reprise retravaillée d'une maquette enregistrée par Ferré au château de Pechrigal en 1963 et jamais officialisée (quelques extraits ont été publiés depuis dans l'album posthume Maudits soient-ils !).
Ferré enregistre cette version tardive en trois jours au Studio Regson Zanibelli de Milan, en la seule compagnie de son habituel ingénieur du son et de son fils, chargé de vérifier s'il ne se trompe pas dans le texte.

## Caractéristiques artistiques
Contrairement à ses précédentes mises en musique d'Apollinaire (1954, 1973, 1990), de Baudelaire (1957, 1967, 1977, 1987), Aragon (1961), ou encore Verlaine (1964, 1987) et Rimbaud (1964, 1981, 1987, 1990), Ferré choisit de s'en tenir à un grand dépouillement et de jouer sur l'illusion d'une musique semi-improvisée afin de préserver la « puissance de jaillissement originel » du poème et exprimer ici pleinement sa conception d'une poésie avant tout orale en se laissant guider par la seule musicalité de la langue rimbaldienne.
Servi par sa profonde connivence avec l'écriture de Rimbaud (langage proche de l'oral, dialogues avec soi-même, tournures elliptiques, familières, phrases inachevées, syntaxe décousue, rythmes saccadés, aphorismes, calembours, locutions usuelles détournées, etc.), Ferré manie avec beaucoup d'à-propos et de labilité des phrasés polymorphes : cri, parole, psalmodie, chant, déclamation, cantillation, et tous leurs stades intermédiaires. Il parvient ainsi à faciliter la compréhension du texte et à en restituer l'ambiguïté énonciative.

## Titres
Texte : Arthur Rimbaud. Musiques, piano, vocalises, sifflements, frappements de mains : Léo Ferré.
| No | Titre                                       | Durée |
| -- | ------------------------------------------- | ----- |
| 1. | « Jadis, si je me souviens bien [...] »     | 2:23  |
| 2. | Mauvais sang                                | 15:43 |
| 3. | Nuit de l'enfer                             | 6:51  |
| 4. | Délires I : Vierge folle & L'Époux infernal | 12:47 |
| 5. | Délires II : Alchimie du verbe              | 14:03 |
| 6. | L'Impossible                                | 5:41  |
| 7. | L'Éclair                                    | 3:07  |
| 8. | Matin                                       | 2:10  |
| 9. | Adieu                                       | 4:28  |

## Production
- Prise de son : Paolo Bocchi
- Direction artistique : Léo Ferré
- Crédits visuels : Charles Szymkowicz (recto), Paul Verlaine (verso)
- Texte pochette originale : Léo Ferré